# Закълни се в любовта си
„Ритъмът на мечтите“ (на хинди: Sasural Simar Ka) е индийски сериал, чието излъчване започва на 25 април 2011 г. Сериалът спира излъчване в Индия на 2 март 2018 г.